# Rhodostrophia coacta
Rhodostrophia coacta är en fjärilsart som beskrevs av Louis Beethoven Prout 1935. Rhodostrophia coacta ingår i släktet Rhodostrophia och familjen mätare. Inga underarter finns listade.